# Wereldkampioenschappen schaatsen afstanden 2011 - 500 meter mannen
De 500 meter mannen op de wereldkampioenschappen schaatsen afstanden 2011 werd gehouden op zondag 13 maart 2011 in de Max Aicher Arena in Inzell, Duitsland.

## Statistieken

### Uitslag
| #      | Naam                 | Land | 1e run  | 2e run  | Totaal  |
| ------ | -------------------- | ---- | ------- | ------- | ------- |
| Goud   | Lee Kyou-hyuk        | KOR  | 34,78   | 34,32   | 69,100  |
| Zilver | Joji Kato            | JPN  | 34,90   | 34,52   | 69,420  |
| Brons  | Jan Smeekens         | NED  | 34,77   | 34,66   | 69,430  |
| 4      | Mika Poutala         | FIN  | 34,89   | 34,76   | 69,650  |
| 5      | Dmitri Lobkov        | RUS  | 35,12   | 34,64   | 69,760  |
| 6      | Jamie Gregg          | CAN  | 35,00   | 34,96   | 69,960  |
| 7      | Tucker Fredricks     | USA  | 35,07   | 34,96   | 70,030  |
| 8      | Jacques de Koning    | NED  | 35,05   | 34,98   | 70,030  |
| 9      | Shani Davis          | USA  | 35,14   | 34,98   | 70,120  |
| 10     | Ermanno Ioriatti     | ITA  | 35,07   | 35,09   | 70,160  |
| 11     | Aleksej Jesin        | RUS  | 35,16   | 35,08   | 70,240  |
| 12     | Vincent Labrie       | CAN  | 35,16   | 35,20   | 70,360  |
| 13     | Nico Ihle            | GER  | 35,33   | 35,07   | 70,400  |
| 14     | Muncef Ouardi        | CAN  | 35,24   | 35,32   | 70,560  |
| 15     | Mo Tae-bum           | KOR  | 35,53   | 35,15   | 70,680  |
| 16     | Espen Aarnes Hvammen | NOR  | 35,41   | 35,28   | 70,690  |
| 17     | Simon Kuipers        | NED  | 35,51   | 35,59   | 71,100  |
| 18     | Ryohei Haga          | JPN  | 35,79   | 35,71   | 71,500  |
| 19     | Yuya Oikawa          | JPN  | 1.19,50 | 35,20   | 114,700 |
| 20     | Daniel Greig         | AUS  | 35,86   | 1.32,39 | 128,250 |
| —      | Lee Kang-seok        | KOR  | 1.44,09 | —       | —       |
| —      | Pekka Koskela        | FIN  | DNF     | —       | —       |
| —      | Roman Krech          | KAZ  | DQ      | —       | DQ      |
| —      | Brian Hansen         | USA  | DQ      | —       | DQ      |

### Loting 1e 500m
| Rit | Binnenbaan        | Buitenbaan           |
| --- | ----------------- | -------------------- |
| 1   | Daniel Greig      | Roman Krech          |
| 2   | Muncef Ouardi     | Ermanno Ioriatti     |
| 3   | Vincent Labrie    | Mika Poutala         |
| 4   | Brian Hansen      | Espen Aarnes Hvammen |
| 5   | Aleksej Jesin     | Shani Davis          |
| 6   | Simon Kuipers     | Mo Tae-bum           |
| 7   | Pekka Koskela     | Jamie Gregg          |
| 8   | Nico Ihle         | Ryohei Haga          |
| 9   | Jacques de Koning | Yuya Oikawa          |
| 10  | Jan Smeekens      | Dmitri Lobkov        |
| 11  | Lee Kang-seok     | Tucker Fredricks     |
| 12  | Lee Kyou-hyuk     | Joji Kato            |

### Ritindeling 2e 500 m
| Rit | Binnenbaan           | Buitenbaan        |
| --- | -------------------- | ----------------- |
| 1   | Yuya Oikawa          |                   |
| 2   | Ryohei Haga          |                   |
| 3   | Mo Tae-bum           | Daniel Greig      |
| 4   | Espen Aarnes Hvammen | Simon Kuipers     |
| 5   | Shani Davis          | Nico Ihle         |
| 6   | Dmitri Lobkov        | Muncef Ouardi     |
| 7   | Ermanno Ioriatti     | Aleksej Jesin     |
| 8   | Tucker Fredricks     | Vincent Labrie    |
| 9   | Jamie Gregg          | Jacques de Koning |
| 10  | Joji Kato            | Lee Kyou-hyuk     |
| 11  | Mika Poutala         | Jan Smeekens      |

1996 · 
1997 · 
1998 · 
1999 · 
2000 · 
2001 · 
2003 · 
2004 · 
2005 · 
2007 · 
2008 · 
2009 · 
2011 · 
2012 · 
2013 · 
2015 · 
2016 · 
2017 ·
2019 ·
2020 ·
2021 ·
2023 ·
2024 ·
2025